# Giulio Pontedera
 (février 2022).
Si vous disposez d'ouvrages ou d'articles de référence ou si vous connaissez des sites web de qualité traitant du thème abordé ici, merci de compléter l'article en donnant les références utiles à sa vérifiabilité et en les liant à la section « Notes et références ».
Giulio Pontedera (né le 7 mai 1688 à Vicence et mort le 3 septembre 1757  à Lonigo) est un botaniste, entomologiste et philologue italien.

## Biographie
Giulio Pontedera naquit à Vicence en 1688. Son oncle, grand amateur de botanique, lui inspira le goût de cette science et lui laissa en mourant un jardin des plantes. Il étudia la médecine et l’anatomie à Padoue sous le célèbre Morgagni et fit en même temps de si grands progrès dans la littérature ancienne, qu’ayant concouru pour les sujets de prix proposés par l’Académie des inscriptions et belles-lettres à Paris, il fut couronné trois fois. Après avoir pris ses degrés de docteur en médecine, il fit des excursions de botanique dans l’Italie cisalpine et rapporta de ses voyages deux cent soixante-douze plantes non encore observées. En 1719 sa réputation était déjà si bien établie, qu’on lui offrit la direction du jardin des plantes et la chaire de botanique à l’université de Padoue et l’on porta successivement son salaire de deux cents à quatorze cents florins. Il est vrai qu’il mettait un grand zèle dans l’enseignement et qu’il enrichissait sans cesse le jardin. Il avait un procédé pour conserver si bien les plantes, qu’il pouvait en hiver même les montrer à ses élèves sous leurs formes et avec leurs couleurs naturelles. Il disséquait très-habilement les tiges, les fleurs et les graines. Cependant, antagoniste du système sexuel de Linné, il s’en tenait aux genres établis par Tournefort. Il cultivait lui-même beaucoup de plantes dans sa terre de Lonigo, où il avait plus de soixante-dix variétés de céréales. Il y mourut le 3 septembre 1757, ne laissant qu’une fille de son mariage avec la fille du marquis Poleni.

## Œuvres

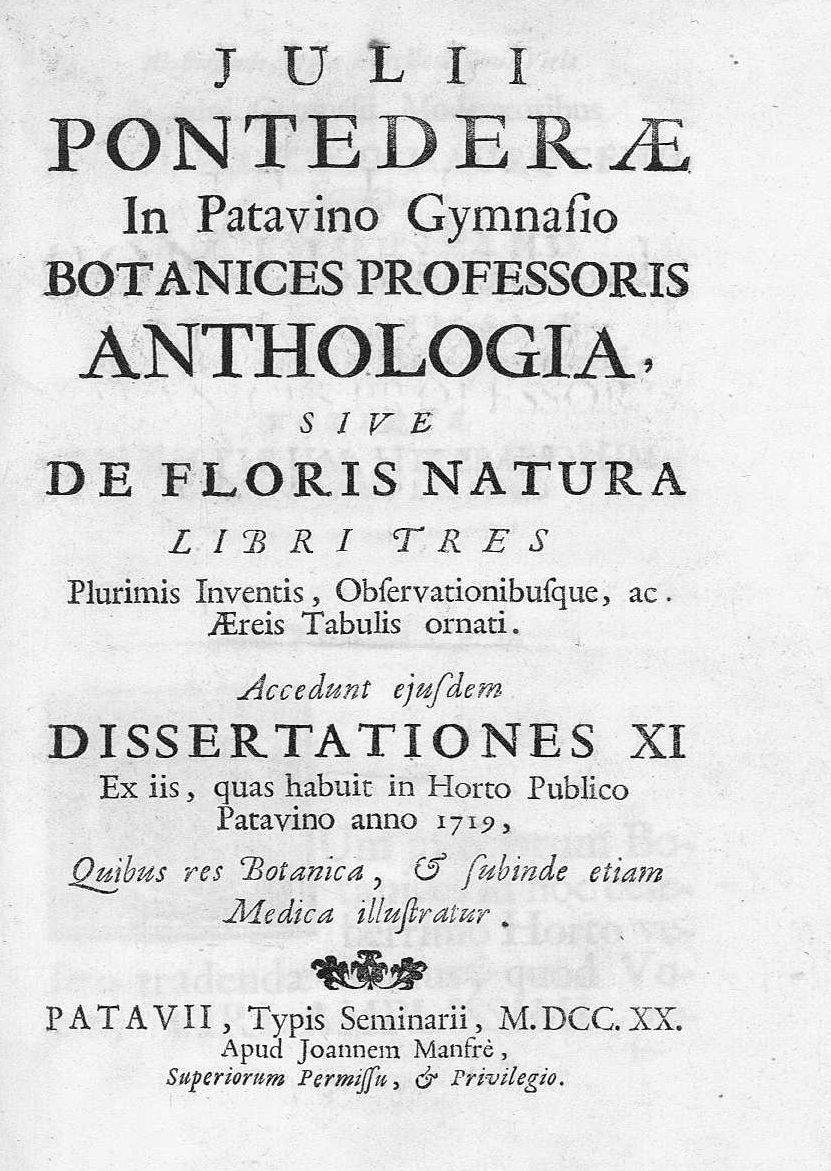
Frontispice de Anthologia, sive de floris natura libri.

Les ouvrages qu’il a publiés ont presque tous rapport à la botanique. Ce sont :
- Compendium tabularum botanicarum, in quo plantæ 272 ab eo in Italia nuper detectæ recensentur, Padoue, 1718. Pontedera prend à la tête de cet ouvrage le surnom de Pisan, parce que sa famille était originaire de Pise. L’ouvrage est terminé par une lettre au botaniste anglais Gherard.
- Anthologia, sive de floris natura libri 3, plurimis inventis, observationibusque ac æneis tabulis ornati, Padoue, 1720 ;
- Antiquitatum latinarum græcarumque enarrationes, præcipue ad veteris anni rationem attinentes, epistolis 68 comprehensæ, Padoue, 1740 ;
- Epistolæ ac dissertationes ; opus posthumum in duos tomos distributum, præfatione et notis auctum a Jos.-Ant. Bonato, Padoue, 1791, 2 vol. in-4°. À la tête de ce recueil posthume de lettres familières et de dissertations sur la botanique, l’agriculture, la philosophie et l’érudition classique, l’éditeur a placé la notice consacrée par Fabroni à Pontedera dans le douzième volume de ses Vitæ ltalorum. On trouve deux lettres de celui-ci sur le jardin des plantes de Padoue dans l’Histoire du gymnase de cette ville par Papadopoli, Venise, 1726 ; d’autres lettres sur diverses plantes dans le Catalogue des plantes du jardin de Pise, par Tilli, Florence, 1727 ; des observations de botanique dans les Nouvelles de la république des lettres, année 1751 ; une dissertation sur l’astronomie de Manilius et sur l’année céleste dans l’édition faite à Padoue, 1743, de l’Astronomicon Marci Manilii ; enfin Notæ et emendationes variæ in Catonem, Varronem, etc., ainsi que Epistolæ tres ad auctores Rei rusticæ pertinentes, dans l’édition que Gesner donna en 1735 des Scriptores Rei rusticæ veteres latini. Pontedera avait eu l’intention, de publier une édition de ces auteurs, et il avait fait collationner à cet effet les divers textes par Lagomarsini, professeur à Florence. Ce travail est conservé à la bibliothèque du Collège romain. Pontedera a laissé beaucoup d’ouvrages manuscrits dont Fabroni a donné le catalogue ; il s’y trouve une histoire du jardin botanique de Padoue. Linné lui a consacré le genre Pontederia, de la famille des narcisses, qui comprend des plantes des deux Indes.